# Мольвено
Мольвено (італ. Molveno, вен. Molveno) — муніципалітет в Італії, у регіоні Трентіно-Альто-Адідже,  провінція Тренто.
Мольвено розташоване на відстані близько 490 км на північ від Рима, 15 км на північний захід від Тренто.
Населення — 1138 осіб (2014).
Щорічний фестиваль відбувається 4 листопада. Покровитель — San Carlo Borromeo.

## Демографія
Населення за роками:

Станом на 1 січня 2023 року в муніципалітеті офіційно проживали 63 іноземці з 15 країн, серед них 37 громадян країн Євросоюзу та 1 громадянин України.

## Сусідні муніципалітети
- Андало
- Каведаго
- Тре-Вілле
- Сан-Лоренцо-ін-Банале
- Спормаджоре
- Валлелагі
- Туенно